# Župa dubrovačka
Župa dubrovačka (italienska: Breno) är en kommun i Kroatien. Kommunen ligger i Dubrovnik-Neretvas län i landskapet Dalmatien och har 8 331 invånare (2011). Orten Srebreno är kommunens administrativa centrum. Samhället Čibača med 1 953 invånare (2011) är sett till befolkningsantalet kommunens största ort.

## Administrativ indelning
I kommunen ligger följande orter och samhällen: Brašina, Buići, Čelopeci, Čibača, Donji Brgat, Gornji Brgat, Grbavac, Kupari, Makoše, Martinovići, Mlini, Petrača, Plat, Soline, Srebreno (kommunsäte) och Zavrelje.

## Demografi
Av kommunens 8 331 invånare (2011) är 4 211 kvinnor och 4 120 män. En absolut majoritet, 7 863 personer eller 94,38 % av kommuninvånarna, är kroater. Den största etniska minoriteten är bosniakerna vars antal uppgår till 233 personer eller 2,80 % av kommunens befolkning. 7 725 personer eller 92,73 % av kommuninvånarna uppgav att de var katoliker i folkräkningen år 2011.

### Fotnoter
1. 1 2 3  Kroatiska statistiska centralbyrån Arkiverad 4 mars 2016 hämtat från the Wayback Machine. - Folkräkningen 2011 (kroatiska)
2. ↑  Kroatiska statistiska centralbyrån - Folkräkningen 2011 (kroatiska)
3. ↑  Kroatiska statistiska centralbyrån Arkiverad 3 mars 2016 hämtat från the Wayback Machine. - Folkräkningen 2011 (engelska)
4. ↑  Kroatiska statistiska centralbyrån Arkiverad 15 november 2013 hämtat från the Wayback Machine. - Folkräkningen 2011 (engelska)